# АЕС Синоп
АЕС «Синоп» — проєкт будівництва атомної електростанції (АЕС) у Туреччині на березі Чорного моря біля міста Синоп. Станція має стати другою АЕС у країні після АЕС «Аккую».
Техніко-економічне обґрунтування будівництва об'єкта виконується консорціумом у складі французької компанії Areva, японської Mitsubishi Heavy Industries та турецької державної компанії «EUAS». Вартість проєкту спочатку складала 22 млрд дол. США.
Передбачалося, що чотири енергоблоки із загальною потужністю 4800 МВт на PWR типу реакторах покоління «III+» (три плюс) Atmea I будуватиметься консорціумом Mitsubishi та Framatome за схемою BOO (build-own-operate). Уряд намічав перший енергоблок ввести в експлуатацію 2025 року, а останній — 2028 року.
Проєкт був схвалений на рівні прем'єр-міністрів Туреччини та Японії 3 травня 2013. Альтернативним проєктом була пропозиція від Китаю.
Цей проєкт викликає побоювання у жителів Чорноморського узбережжя РФ та екологів.
Влітку 2018 року «Mitsubishi Heavy Industries» представила турецькому уряду остаточний кошторис щодо цього проєкту. Сума кошторису за час переговорів зросла вдвічі, до $44 млрд, через витрати на системи безпеки. Збільшення відбулося через посилення вимог безпеки після аварії на «Фукусімі-1» у 2011 році, а також через падіння курсу турецької ліри. Сторони не змогли досягти компромісу щодо низки пунктів щодо фінансування та вартості електроенергії після введення АЕС в експлуатацію. У зв'язку з цим концерн має намір відмовитися від участі в будівництві АЕС у турецькому місті Синоп.